# Dossena
Dossena (lombardul: Doséna) település Olaszországban, Lombardia régióban, Bergamo megyében. Lakosainak száma 885 fő (2023. január 1.). Dossena San Pellegrino Terme, Lenna, Serina, San Giovanni Bianco és Roncobello községekkel határos.

## Népesség
A település lakossága az elmúlt években az alábbi módon változott:
| Lakosok száma | 1007 | 931  | 919  | 885  |
|               | 2004 | 2017 | 2018 | 2023 |